# Virgin (Utah)
Virgin – miasto w Stanach Zjednoczonych, w stanie Utah, w hrabstwie Washington, położone nad rzeką Virgin.